# Esquí acrobàtic als Jocs Olímpics d'hivern de 2010 - Camp a través femení
Als Jocs Olímpics d'Hivern de 2010 celebrats a la ciutat de Vancouver (Canadà) es disputà una prova de camp a través en categoria femenina dins de les proves d'esquí acrobàtic celebrats als Jocs.
La competició se celebrà el dia 23 de febrer de 2010 a les instal·lacions del Cypress Mountain Ski Area. Hi participaren un total de 35 esquiadores de 15 comitès nacionals diferents.

## Resum de medalles
| Or              | Argent         | Bronze           |
| Ashleigh McIvor | Hedda Berntsen | Marion Josserand |

## Resultats

### Qualificació
| Pos. | Dorsal | Nom                      | CON          | Temps   | Notes |
| ---- | ------ | ------------------------ | ------------ | ------- | ----- |
| 1    | 11     | Anna Holmlund            | Suècia       | 1:17.15 | Q     |
| 2    | 16     | Ashleigh McIvor          | Canadà       | 1:17.17 | Q     |
| 3    | 6      | Fanny Smith              | Suïssa       | 1:17.38 | Q     |
| 4    | 7      | Kelsey Serwa             | Canadà       | 1:17.94 | Q     |
| 5    | 28     | Hedda Berntsen           | Noruega      | 1:17.96 | Q     |
| 6    | 5      | Ophélie David            | França       | 1:18.14 | Q     |
| 7    | 20     | Anna Wörner              | Alemanya     | 1:18.45 | Q     |
| 8    | 1      | Karin Huttary            | Àustria      | 1:18.84 | Q     |
| 9    | 12     | Katrin Müller            | Suïssa       | 1:18.92 | Q     |
| 10   | 10     | Danielle Poleschuk       | Canadà       | 1:19.02 | Q     |
| 11   | 19     | Magdalena Iljans         | Suècia       | 1:19.05 | Q     |
| 12   | 4      | Marte Hoeie Gjefsen      | Noruega      | 1:19.30 | Q     |
| 13   | 13     | Marion Josserand         | França       | 1:19.42 | Q     |
| 14   | 14     | Julia Murray             | Canadà       | 1:19.54 | Q     |
| 15   | 25     | Jenny Owens              | Austràlia    | 1:19.80 | Q     |
| 16   | 8      | Sasa Faric               | Eslovènia    | 1:20.01 | Q     |
| 17   | 27     | Katya Crema              | Austràlia    | 1:20.19 | Q     |
| 18   | 29     | Julie Jensen             | Noruega      | 1:20.23 | Q     |
| 19   | 23     | Heidi Zacher             | Alemanya     | 1:20.35 | Q     |
| 20   | 17     | Sophie Fjellvang-Sølling | Dinamarca    | 1:20.41 | Q     |
| 21   | 26     | Noriko Fukushima         | Japó         | 1:20.56 | Q     |
| 22   | 21     | Katrin Ofner             | Àustria      | 1:20.61 | Q     |
| 23   | 18     | Andrea Limbacher         | Àustria      | 1:20.86 | Q     |
| 24   | 2      | Julia Manhard            | Alemanya     | 1:21.10 | Q     |
| 25   | 9      | Katharina Gutensohn      | Àustria      | 1:21.26 | Q     |
| 26   | 32     | Karolina Riemen          | Polònia      | 1:21.36 | Q     |
| 27   | 15     | Gro Kvinlog              | Noruega      | 1:21.93 | Q     |
| 28   | 31     | Chloe Georges            | França       | 1:22.03 | Q     |
| 29   | 22     | Franziska Steffen        | Suïssa       | 1:22.32 | Q     |
| 30   | 24     | Michelle Greig           | Nova Zelanda | 1:22.52 | Q     |
| 31   | 33     | Rocío Delgado            | Espanya      | 1:22.67 | Q     |
| 32   | 30     | Yulia Livinskaya         | Rússia       | 1:22.83 | Q     |
| 33   | 35     | Ruxandra Nedelcu         | Romania      | 1:23.04 |       |
| 34   | 34     | Sarah Sauvey             | Regne Unit   | 1:24.52 |       |
| 35   | 3      | Sanna Luedi              | Suïssa       | 1:32.87 |       |

### Vuitens de final
Les dues millores de cada grup avancen a quarts de final.
| Pos. | Dorsal | Nom              | CON       | Notes        |
| ---- | ------ | ---------------- | --------- | ------------ |
| 1    | 1      | Anna Holmlund    | Suècia    | Q            |
| 2    | 16     | Sasa Faric       | Eslovènia | Q            |
| 3    | 24     | Julia Manhard    | Alemanya  |              |
| 4    | 32     | Yulia Livinskaya | Rússia    | no finalitzà |

| Pos. | Dorsal | Nom                 | CON       | Notes        |
| ---- | ------ | ------------------- | --------- | ------------ |
| 1    | 8      | Karin Huttary       | Àustria   | Q            |
| 2    | 17     | Katya Crema         | Austràlia | Q            |
| 3    | 25     | Katharina Gutensohn | Àustria   |              |
| 4    | 9      | Katrin Müller       | Suïssa    | no finalitzà |

| Pos. | Dorsal | Nom              | CON      | Notes |
| ---- | ------ | ---------------- | -------- | ----- |
| 1    | 6      | Ophélie David    | França   | Q     |
| 2    | 11     | Magdalena Iljans | Suècia   | Q     |
| 3    | 27     | Gro Kvinlog      | Noruega  |       |
| 4    | 19     | Heidi Zacher     | Alemanya |       |

| Pos. | Dorsal | Nom               | CON    | Notes        |
| ---- | ------ | ----------------- | ------ | ------------ |
| 1    | 4      | Kelsey Serwa      | Canadà | Q            |
| 2    | 13     | Marion Josserand  | França | Q            |
| 3    | 21     | Noriko Fukushima  | Japó   |              |
| 4    | 29     | Franziska Steffen | Suïssa | no finalitzà |

| Pos. | Dorsal | Nom            | CON          | Notes |
| ---- | ------ | -------------- | ------------ | ----- |
| 1    | 3      | Fanny Smith    | Suïssa       | Q     |
| 2    | 14     | Julia Murray   | Canadà       | Q     |
| 3    | 22     | Katrin Ofner   | Àustria      |       |
| 4    | 30     | Michelle Greig | Nova Zelanda |       |

| Pos. | Dorsal | Nom                      | CON       | Notes |
| ---- | ------ | ------------------------ | --------- | ----- |
| 1    | 5      | Hedda Berntsen           | Noruega   | Q     |
| 2    | 12     | Marte Hoeie Gjefsen      | Noruega   | Q     |
| 3    | 20     | Sophie Fjellvang-Sølling | Dinamarca |       |
| 4    | 28     | Chloe Georges            | França    |       |

| Pos. | Dorsal | Nom                | CON      | Notes        |
| ---- | ------ | ------------------ | -------- | ------------ |
| 1    | 18     | Julie Jensen       | Noruega  | Q            |
| 2    | 26     | Karolina Riemen    | Polònia  | Q            |
| 3    | 10     | Danielle Poleschuk | Canadà   |              |
| 4    | 7      | Anna Wörner        | Alemanya | no finalitzà |

| Pos. | Dorsal | Nom              | CON       | Notes        |
| ---- | ------ | ---------------- | --------- | ------------ |
| 1    | 2      | Ashleigh McIvor  | Canadà    | Q            |
| 2    | 15     | Jenny Owens      | Austràlia | Q            |
| 3    | 31     | Rocío Delgado    | Espanya   |              |
| 4    | 23     | Andrea Limbacher | Àustria   | no finalitzà |

### Quarts de final
Les dues millors de cada grup passen a semifinals.
| Pos. | Dorsal | Nom           | CON       | Notes |
| ---- | ------ | ------------- | --------- | ----- |
| 1    | 8      | Karin Huttary | Àustria   | Q     |
| 2    | 1      | Anna Holmlund | Suècia    | Q     |
| 3    | 17     | Katya Crema   | Austràlia |       |
| 4    | 16     | Sasa Faric    | Eslovènia |       |

| Pos. | Dorsal | Nom              | CON    | Notes        |
| ---- | ------ | ---------------- | ------ | ------------ |
| 1    | 4      | Kelsey Serwa     | Canadà | Q            |
| 2    | 13     | Marion Josserand | França | Q            |
| 3    | 11     | Magdalena Iljans | Suècia | no finalitzà |
| 4    | 6      | Ophélie David    | França | no finalitzà |

| Pos. | Dorsal | Nom                 | CON     | Notes |
| ---- | ------ | ------------------- | ------- | ----- |
| 1    | 5      | Hedda Berntsen      | Noruega | Q     |
| 2    | 3      | Fanny Smith         | Suïssa  | Q     |
| 3    | 12     | Marte Hoeie Gjefsen | Noruega |       |
| 4    | 14     | Julia Murray        | Canadà  |       |

| Pos. | Dorsal | Nom             | CON       | Notes |
| ---- | ------ | --------------- | --------- | ----- |
| 1    | 2      | Ashleigh McIvor | Canadà    | Q     |
| 2    | 18     | Julie Jensen    | Noruega   | Q     |
| 3    | 15     | Jenny Owens     | Austràlia |       |
| 4    | 26     | Karolina Riemen | Polònia   |       |

### Semifinals
Les dues millors de cada grup passen a la Final A i les dues restants a la Final B.
| Pos. | Dorsal | Nom              | CON     | Notes |
| ---- | ------ | ---------------- | ------- | ----- |
| 1    | 8      | Karin Huttary    | Àustria | Q     |
| 2    | 13     | Marion Josserand | França  | Q     |
| 3    | 4      | Kelsey Serwa     | Canadà  |       |
| 4    | 1      | Anna Holmlund    | Suècia  |       |

| Pos. | Dorsal | Nom             | CON     | Notes |
| ---- | ------ | --------------- | ------- | ----- |
| 1    | 5      | Hedda Berntsen  | Noruega | Q     |
| 2    | 2      | Ashleigh McIvor | Canadà  | Q     |
| 3    | 3      | Fanny Smith     | Suïssa  |       |
| 4    | 18     | Julie Jensen    | Noruega |       |

### Finals

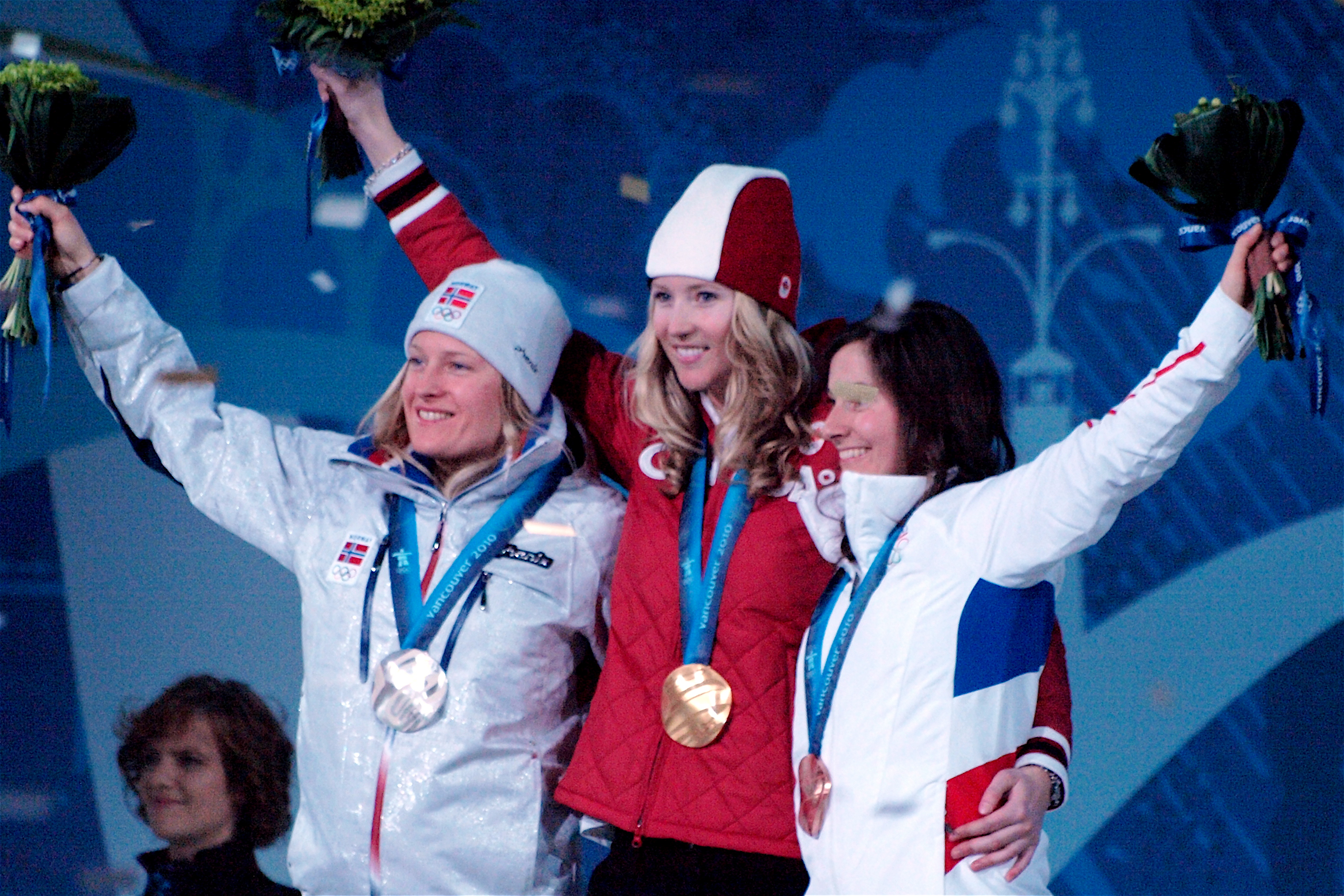
D'esquerra a dreta: Berntsen (plata), McIvor (or) i Josserand (bronze).

Final B
| Pos. | Dorsal | Nom           | CON     |
| ---- | ------ | ------------- | ------- |
| 5    | 4      | Kelsey Serwa  | Canadà  |
| 6    | 1      | Anna Holmlund | Suècia  |
| 7    | 3      | Fanny Smith   | Suïssa  |
| 8    | 18     | Julie Jensen  | Noruega |

Final A
| Pos. | Dorsal | Nom              | CON     |
| ---- | ------ | ---------------- | ------- |
| 1    | 2      | Ashleigh McIvor  | Canadà  |
| 2    | 5      | Hedda Berntsen   | Noruega |
| 3    | 13     | Marion Josserand | França  |
| 4    | 8      | Karin Huttary    | Àustria |